# Bea Pintens
Bea Pintens (Reet, 30 augustus 1972) is een Belgisch voormalig shorttracker.

## Levensloop
Ze behaalde als vijftienjarige shorttracker op de Olympische Spelen in 1988 in Calgary een halve finaleplaats in de 3000 meter maar raakte niet voorbij de kwalificaties op de 500, 1000 en 1500 meter. Vier jaar later op de Olympische Spelen in 1992 in het Franse Albertville bereikte ze de kwartfinales in de 500 meter, en werd met 48,49 veertiende. Nog eens twee jaar later waren het al de Olympische Spelen in 1994 in Lillehammer waar ze met haar tijd in de kwalificaties zevenentwintigste eindigde op de 500 meter (49,59) en negentiende op de 1000 meter (1:43,16).
Op die laatste spelen was Bea Pintens de vlaggendraagster bij de openingsceremonie voor België en was ook haar twee jaar jongere zus Sofie Pintens aanwezig.
Bea Pintens is de dochter van voormalig wielrenner Georges Pintens.